# Hyperolius tornieri
Espèce
Statut de conservation UICN

 DD  : Données insuffisantes
Hyperolius tornieri est une espèce d'amphibiens de la famille des Hyperoliidae.

## Répartition
Cette espèce est endémique de Tanzanie. Elle se rencontre dans les monts Udzungwa,.

## Taxinomie
Ce taxon est probablement un synonyme d'une autre espèce mais impossible à statuer car l'holotype est perdu.

## Étymologie
Cette espèce est nommée en l'honneur de Gustav Tornier.

## Publication originale
- Ahl, 1931 : Amphibia, Anura III, Polypedatidae. Das Tierreich, vol. 55, p. 477.